# Johan Brødsgaard
Johan Brødsgaard (født 22. september 1993 i Silkeborg) er en dansk lokalpolitiker for Radikale Venstre og og 1. viceborgmester i Silkeborg Kommune. Brødsgaard har været medlem af Silkeborg Byråd siden kommunalvalget i 2013, og i dag er han udvalgsformand for Kultur,- Fritids,- Outdoor- og Idrætsudvalget og medlem af Økonomi- og Erhvervsudvalget.
Brødsgaard er opstillet som spidskandidat for de Radikale til Folketinget i Silkeborg Syd- og Skive-kredsene. Han er også opstillet i de øvrige opstillingskredse i Vestjyllands Storkreds.
Brødsgaard har også bestridt et udvalg af frivillige poster i Radikale Venstre, blandt andet som medlem af partiets hovedbestyrelse og forretningsudvalg.
I 2022 valgtes Brødsgaard til at sidde i KL's bestyrelse efter kampvalg blandt syv kandidater i partiet. Han er ydermere formand for Kultur- Erhverv- og Plan-udvalget og medlem af formandskabet.
Brødsgaard er uddannet lærer fra Silkeborg Seminarium og har tidligere arbejdet på Skægkærskolen i Skægkær ved Silkeborg. Han har været medlem af Radikale Venstre siden 2010.